# Vertrag von Warschau (1920)

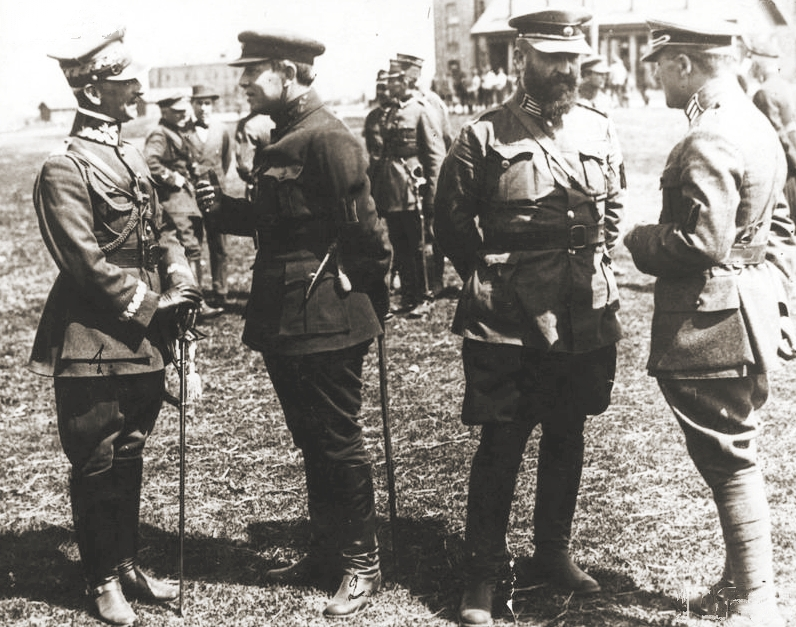
Antoni Listowski, Symon Petljura, Wolodimir Salski und Marko Bezrutschko während der Kiewoffensive 1920

Der Vertrag von Warschau (polnisch Umowa warszawska) wurde am 21. April 1920 während des Polnisch-Sowjetischen Kriegs in Warschau zwischen der Zweiten Polnischen Republik und der Ukrainischen Volksrepublik geschlossen.

## Vorgeschichte
Nach dem Ende des Ersten Weltkriegs entstanden Polen und die Ukraine erneut als unabhängige Staaten. Von 1918 bis 1919 tobte der Polnisch-Ukrainische Krieg um Ostgalizien. Im November 1919 vereinbarten beide Seiten einen Waffenstillstand, da sich ein Konflikt beider Parteien mit der Sowjetunion abzeichnete. Polen und die Ukraine waren daher an einem Beistandspakt gegen die Sowjetunion interessiert. Der Vertrag wurde für Polen vom Außenminister Jan Dąbski unterzeichnet. Für die Ukraine zeichnete deren Außenminister Andrij Liwyzkyj. Ein dazu gehöriger Beistandspakt wurde am 24. April 1920 zwischen den Politikern und Generälen Walery Sławek, Wacław Jędrzejewicz und Wolodimir Sinclair unterzeichnet.

## Beschlüsse
Polen erkannte die Regierung von Symon Petljura als rechtmäßige Vertretung der Ukraine an. Polen gab seine Ansprüche auf die ukrainischen Gebiete aus der Zeit vor den Polnischen Teilungen 1772–1795 auf. Die Ukraine erkannte die Grenze am Fluss Sbrutsch, womit Ostgalizien bei Polen verblieb, und die Teilung Wolhyniens bis zum Fluss Prypjat an. Beide Seiten sicherten sich zu, keine Verträge abzuschließen, die gegen die andere Vertragspartei gerichtet wären. Beide Parteien vereinbarten, dass die jeweilige Minderheit Schutzrechte genießt. Zudem wurde im Beistandspakt vereinbart, dass Polen und die Ukraine zusammen gegen sowjetrussische Truppen auf dem Gebiet der Ukraine vorgehen. Die Beschlüsse waren mit Ausnahme der Anerkennung der ukrainischen Regierung geheim.

## Nachgang
Die polnische Armee begann wenige Tage nach Inkrafttreten des Abkommens die Kiewoffensive. Im Vertrag von Riga schloss Polen Frieden unter anderem mit der Ukrainischen Sozialistischen Sowjetrepublik. Damit einher ging die Folgerung, dass es nicht mehr die Ukrainische Volksrepublik als legitimen ukrainischen Staat anerkannte. Die Ukrainische Volksrepublik hörte 1921 auf zu existieren, womit auch der Vertrag von Warschau hinfällig wurde.